# Bōzu Peak
Der Bōzu Peak (von japanisch ぼうず山 Bōzu-yama, deutsch ‚Kahlköpfiger Berg‘; in Norwegen Fleinskallen, übersetzt: Nackter Berg) ist mit 235 m der höchste Berg im Zentrum der Byvågåsane im ostantarktischen Königin-Maud-Land. Er ragt an den zur Prinz-Harald-Küste gehörenden Ostufer der Lützow-Holm-Bucht auf. Nördlich liegt der Tankobu Peak (japanisch たんこぶ山).
Norwegische Kartografen kartierten ihn anhand von Luftaufnahmen, die bei der Lars-Christensen-Expedition 1936/37 entstanden. Teilnehmer einer von 1957 bis 1962 dauernden japanischen Antarktisexpedition nahmen Vermessungen und die Benennung vor.